# Gods Runen
Gods Runen of de Buiteneilanden zoals ze genoemd worden in De Zes Hertogdommen is een fictief rijk in de wereld Rijk van de Ouderlingen uit de boeken van Robin Hobb.

## Geografie
De eilanden zijn ruw en bergachtig met diepe fjorden. De kou heeft heel Gods Runen het hele jaar in zijn greep. Hoewel de eilanden erg groot zijn, is slechts een klein deel van de eilanden bewoonbaar. Er zijn geen grote steden, maar stadstaten die ieder hun eigen onafhankelijkheid hebben. Tijdens de oorlog met de Rode Kapers slaagde Kebal Rauwbrood erin om samen met de inwoners een alliantie te vormen. Om deze alliante sterk te maken werd de zogenaamde Hetgurd gevormd.

## Geschiedenis
De Buiteneilanders geloven dat zij het volk van El zijn en noemen hun land dan ook Gods Runen. Er wordt gezegd dat er veel bloedverwantschap is tussen de Zes Hertogdommen en de Buiteneilanden. De eerste Zienerskoning was een Buiteneilander en veel mensen uit de kusthertogdommen zijn van gemengd bloed en zullen ook toegeven dat ze familie hebben in de Buiteneilanden. De talen hebben dezelfde oorsprong, maar men moet de taal wel goed bestuderen voordat de één de ander begrijpt.

## Samenleving
De inwoners van de buiteneilanden kennen geen koning, maar hebben een soort stammenstructuur. Aangezien ze op eilanden leven komt de belangrijkste bron van inkomsten uit visvangst. In de boeken van de Nar spelen de buiteilanden een grote rol.